# Zamostea (gmina)
Zamostea – gmina w Rumunii, w okręgu Suczawa. Obejmuje miejscowości Badragi, Ciomârtan, Cojocăreni, Corpaci, Lunca, Nicani, Răuțeni, Tăutești i Zamostea. W 2011 roku liczyła 2849 mieszkańców.